# جريجوري سييرا
جريجوري سييرا (بالإنجليزية: Gregory Sierra)‏ هو ممثل أمريكي، ولد في 25 يناير 1941 بنيويورك في الولايات المتحدة.

## أعمال

### أفلام
- (1973) بابيلون[6][7][8]
- (1974) الجحيم المرتفع[9][10][11]
- (1998) مافيا!

### مسلسلات
- الملفات الغامضة
- بارني ميلر
- جوال تكساس ووكر
- ذا والتونز

## وصلات خارجية
- جريجوري سييرا على موقع IMDb (الإنجليزية)
- جريجوري سييرا على موقع روتن توميتوز (الإنجليزية)
- جريجوري سييرا على موقع ألو سيني (الفرنسية)
- جريجوري سييرا على موقع أول موفي (الإنجليزية)
- جريجوري سييرا على موقع قاعدة بيانات برودواي على الإنترنت (الإنجليزية)
- جريجوري سييرا على موقع قاعدة بيانات الأفلام السويدية (السويدية)
- جريجوري سييرا على موقع إن إن دي بي (الإنجليزية)
- جريجوري سييرا على موقع قاعدة بيانات الفيلم (الإنجليزية)
- جريجوري سييرا على موقع كينوبويسك (الروسية)